# Friedberg (Stiria)
Friedberg este o comună urbană (în germană Stadtgemeinde) în districtul Hartberg-Fürstenfeld, landul Stiria, Austria. Se află la o altitudine de 601 m deasupra nivelului mării. Are o suprafață de 25,87 km² și 25,88 km². Populația este de 2.601 locuitori, determinată în 1 ianuarie 2018.